# Gemballa
Gemballa GmbH — немецкое предприятие, занимающееся производством и тюнингом автомобилей. Фирма зарегистрирована в немецком городе Леонберг. Основной деятельностью компании является увеличение мощности автомобилей Porsche и производство собственных автомобилей на базе автомобилей Porsche. Начиная с 2012 года спортивные автомобили марки McLaren также регулярно служат основой для создания новых автомобилей в палитре моделей данного предприятия.

## История создания
Предприятие создал Уве Гембалла в 1981 году под именем «G-Topline Automobiltechnik GmbH & Co. KG». Первоначально предприятие ограничивалось установкой высококачественных стереосистем и тюнингом интерьера транспорных средств марок Volkswagen, Mercedes-Benz и Porsche. При изменениях интерьера автомобилей в большинстве случаев все детали для монтажа обтягивались алькантарой или кожей. Однако, из-за того что впоследствии работ при выполнении тюнинга посредством повышения мощности моторов и изменений кузовов происходили значительные технические изменения, предприятия Mercedes-Benz и Porsche далее не запретили оставлять их торговые марки на транспортных средствах. После этого фирма Гембалла официально была признана Федеральным ведомством по делам автомобильного транспорта в качестве производителя автомобилей.
В 2009 году предприятие Гембалла располагало глобальной сетью сбыта по всему миру и насчитывало девять торговых филиалов и около 50 наёмных работников. После того, как в феврале 2010 года учредитель фирмы Уве Гембалла был похищен в Южной Африке, решением Участкового суда немецкого города Людвигсбурга от 22 февраля 2010 года было открыто производство по делу о банкротстве в отношении имущества предприятия.

Андреас Шварц приобрёл торговые и именные права торговой марки Gemballa. После этого заново учреждённое предприятие «Gemballa GmbH» приобрело имущество расформированного предприятия и 16 августа 2010 года начало свою работу, руководителем предприятия стал Андреас Шварц.
25 января 2011 года было осуществлено первичное размещение акций фирмы «Gemballa Holding SE» на Франкфуртской бирже ценных бумаг.

## Модельный ряд
На базе Ferrari Enzo:
- Gemballa MIG-U1

На базе McLaren MP4-12C:
- Gemballa GT[4]
- Gemballa GT Spider

На базе Porsche 997:
- Gemballa Avalanche GTR
- Gemballa Avalanche GT2 EVO
- Gemballa Avalanche GTR EVO
- Gemballa Avalanche GTR EVO-R

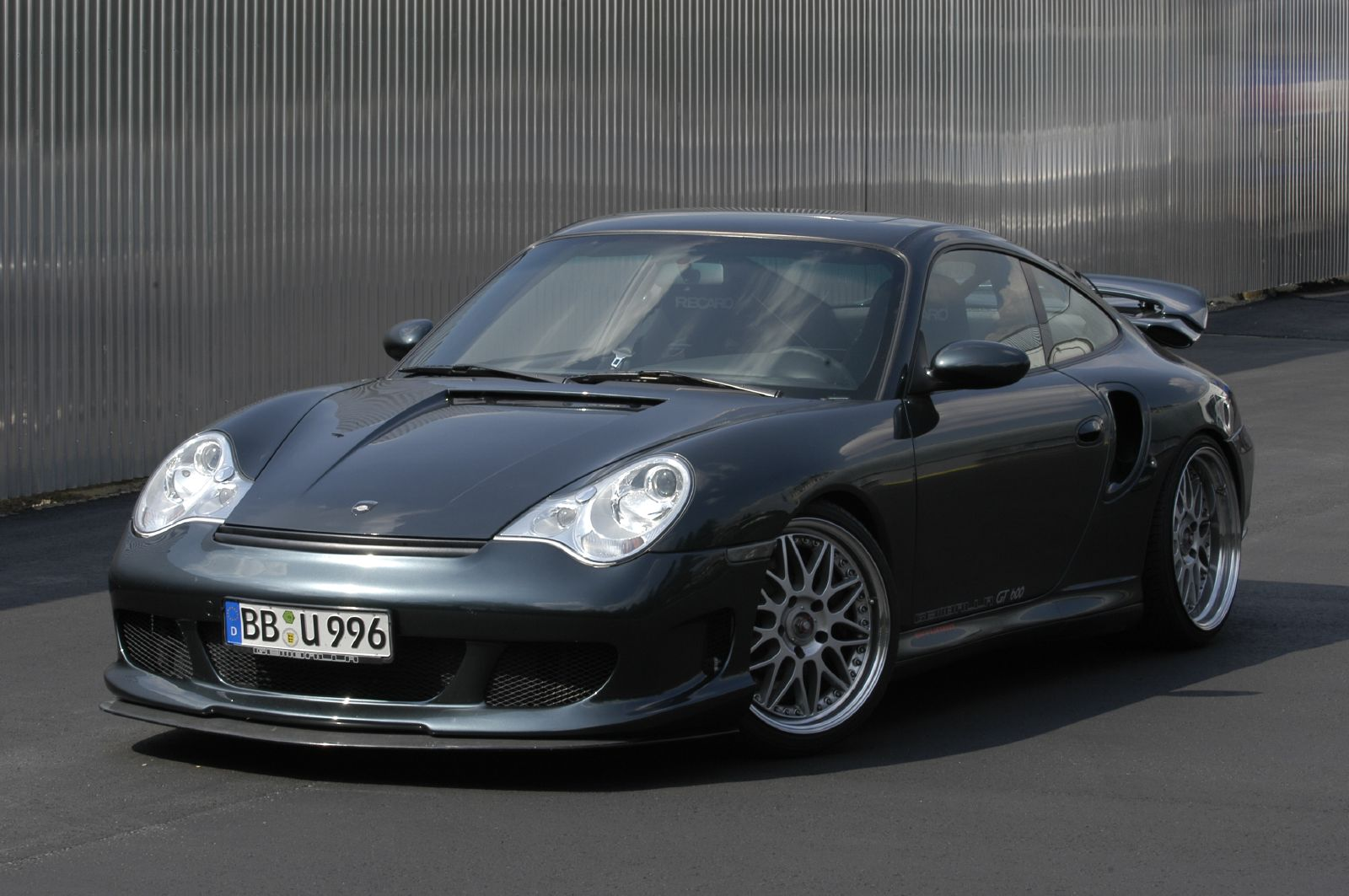
Gemballa tuned Porsche 996 turbo

- Gemballa Avalanche Roadster GTR
- Gemballa Avalanche Roadster GTR EVO-R

На базе Porsche 991:
- Gemballa GT Coupé
- Gemballa GT Cabrio

На базе Porsche 987C Cayman:
- Gemballa GT
- Gemballa GT 4.0L RS

На базе Porsche 986 Boxster:
- Gemballa GTR 500 Bi-Turbo

На базе Porsche 980 Carrera GT:
- Gemballa Mirage GT
- Gemballa Mirage GT Black Edition
- Gemballa Mirage GT Special Edition
- Gemballa Mirage GT Carbon Edition
- Gemballa Mirage GT Matt Edition
- Gemballa Mirage GT Gold Edition

На базе Porsche 970 Panamera:
- Gemballa Mistrale

На базе Porsche 955 Cayenne:
- Gemballa GT600 Biturbo Aero 2
- Gemballa GT600 Biturbo Aero 3
- Gemballa GT700 Biturbo Aero 3
- Gemballa GT750 Biturbo Aero 3

На базе Porsche 957 Cayenne:
- Gemballa GTR700 Tornado Concept
- Gemballa GT750 Biturbo
- Gemballa Tornado 750 GTS
- Gemballa GT750 Aero 3

На базе Porsche 958 Cayenne:
- Gemballa Tornado
- Gemballa GT700 Biturbo

## Уве Гембалла
С начала командировки 8 февраля 2010 года в Южную Африку учредитель предприятия считался пропавшим без вести. 28 сентября тело Гембаллы, задушенного и замотанного в полиэтиленовую плёнку, было обнаружено к западу от Претории. Согласно немецкому периодическому изданию Штерн, Уве Гембалла был убит за отказ от заключения нелегальной сделки. В октябре 2010 года 28-летний Табисо Мпсхе (нем. Thabiso Mpshe) из Претории признал свою вину и был приговорён к 20 годам лишения свободы. В ноябре 2013 года в Южной Африке был задержан подозреваемый заказчик преступления, чешский бизнесмен Радован Крейчир, который также может быть соучастником многих других убийств.